# Creep (TLC)
Creep è una canzone del gruppo femminile TLC, prodotta da Dallas Austin e scritta dallo stesso insieme alle componenti del gruppo per il loro secondo album, CrazySexyCool. Il brano è stato pubblicato come primo singolo estratto dall'album, ed è diventato il primo numero uno del gruppo nella Billboard Hot 100, dove rimase in vetta per quattro settimane e divenne il secondo disco singolo più venduto dell'anno, dietro soltanto a Take a Bow di Madonna. La RIAA ha certificato il singolo disco di platino con oltre un milione di copie vendute. Inoltre il brano fece guadagnare alle TLC il Grammy Award come "miglior performance R&B di un gruppo". La canzone viene spesso considerata dai critici musicali come una delle migliori del gruppo, e viene sovente inserita nelle classifiche che stilano i migliori brani degli anni '90.

## Composizione e testo
Il brano prodotto da Dallas Austin è costruito in maniera semplice e efficace su un assolo di tromba accompagnato dal campionamento scratchato di Hey Young World di Slick Rick. Il testo vede come protagonista una donna che, ben consapevole dei tradimenti del proprio compagno, decide di rispondere all'infedeltà dell'uomo con altrettanta infedeltà, ma tenendola nascosta. Inizialmente Lisa "Left Eye" Lopes era contraria alla pubblicazione di Creep come singolo, perché secondo il suo punto di vista avrebbe potuto mandare un messaggio negativo alle donne, e aveva minacciato di comparire nel video con una striscia nera sulla bocca in segno di protesta.

## Video musicale
Il gruppo girò tre video nell'estate del 1994 per il singolo, e solo uno di questi venne pubblicato come video ufficiale. Nel video, diretto da Matthew Rolston, le tre componenti del gruppo indossano pigiami di seta nelle sequenze in cui vengono mostrate singolarmente. In un'altra scena T-Boz, che esegue le strofe della canzone, si esibisce sul palco di un locale affiancata da Omar Lopez (ex ballerino di Janet Jackson) che suona la tromba. Nella sequenza principale del video le cantanti, accompagnate da diversi ballerini, indossano dell'abbigliamento tipicamente hip-hop ed eseguono una coreografia. Il look che le cantanti sfoggiano nel video mostra un radicale cambiamento rispetto ai video precedenti e al periodo del primo album. Se prima il loro stile era influenzato pesantemente dalla cultura hip-hop di strada e dai colori accesi dei cartoni animati, in questo video presentavano un look molto più sofisticato e sensuale, pur mantenendo l'elemento hip-hop nell'abbigliamento.

## Riconoscimenti
Il brano ha ricevuto due nomination ai Grammy Awards del 1996, "Miglior Canzone R&B" e "Miglior performance vocale R&B da parte di un gruppo o un duo", vincendo in quest'ultima categoria. Le TLC gareggiavano nella categoria "Miglior Canzone R&B" anche con un'altra canzone, Red Light Special, singolo successivo a Creep, e nello stesso anno fecero incetta di nomination anche grazie all'album CrazySexyCool e al terzo singolo Waterfalls. Ai Soul Train Lady of Soul Awards il brano è stato premiato come "MIglior singolo R&B/Soul di un gruppo o un duo".
La rivista Pitchfork ha inserito la canzone nella lista delle 200 migliori canzoni degli anni '90 alla posizione numero 114, definendolo "il miglior singolo del trio, un ritorno al soul basato sul campionamento". Il periodico Spin ha inserito il brano al terzo posto nella lista dei 20 migliori singoli degli anni '90. La stessa rivista ha piazzato la canzone sempre al terzo posto nella lista delle migliori canzoni del 1995.

## Accoglienza
Creep ha passato un totale di 30 settimane nella Hot R&B/Hip-Hop Songs di Billboard tra la fine del 1994 e l'inizio del 1995. In questa classifica ha raggiunto la prima posizione durante la settimana del 10 dicembre 1994, rimanendo in cima alla classifica per 9 settimane consecutive e diventando la seconda numero 1 del gruppo. Creep ha superato di gran lunga il successo di Baby-Baby-Baby, singolo del 1992 tratto dal primo album delle TLC, che aveva passato 22 settimane in classifica e 2 al numero 1. Inoltre resta il brano del gruppo ad aver speso il maggior numero di settimane in cima alla classifica R&B/Hip-Hop. Nella Hot 100 Creep è stato invece il primo brano del gruppo ad aver raggiunto la prima posizione, raggiunta durante la settimana del 28 gennaio 1995 e dove è rimasto per quattro settimane consecutive. Nella Hot 100 ha passato un totale di 32 settimane. Il successo è stato garantito sia dalle vendite del cd singolo, che hanno permesso al brano di ricevere la certificazione di disco di platino, che dal passaggio in radio: il singolo ha raggiunto la posizione numero 3 nella Hot 100 Airplay, dove ha passato 33 settimane. Nella lista dei 100 singoli di maggior successo del 1995 di Billboard  Creep è stato inserito alla terza posizione, proprio dietro Waterfalls alla seconda posizione. Questo dimostra l'enorme successo avuto dal gruppo durante l'anno.
Nel Regno Unito il singolo ha raggiunto inizialmente, nel gennaio del 1995, la posizione numero 22; ripubblicato nel gennaio 1996, in seguito al successo di Waterfalls, il singolo è entrato in top10 arrivando al numero 6, e diventando il secondo singolo delle TLC ad entrare nella top10 britannica.
In Australia è stato il primo singolo della band ad entrare in top20, dove si è fermato alla posizione numero 20 rimanendovi per due settimane non consecutive. La Nuova Zelanda invece è stato il paese dove il singolo ha avuto il successo maggiore dopo gli Stati Uniti: entrato in classifica nel dicembre 1994 al numero 42, il brano ha raggiunto la quarta posizione in classifica durante la settimana del 12 febbraio 1995, passando venti settimane in classifica e diventando il primo singolo della band ad entrare nella top10 neozelandese.
Nei Paesi Bassi il singolo ha raggiunto la posizione numero 19, mentre in Svizzera e in Francia si è avvicinato alla top20 raggiungendo rispettivamente le posizioni numero 26 e 23.

## Classifiche
| Classifica (1994-1995)                          | Massima posizione |
| ----------------------------------------------- | ----------------- |
| U.S. Billboard Hot 100                          | 1                 |
| U.S. Billboard Hot R&B/Hip Hop Singles & Tracks | 1                 |
| U.S. ARC Weekly Top 40                          | 1                 |
| Nuova Zelanda                                   | 4                 |
| Regno Unito                                     | 6                 |
| Australia                                       | 20                |
| Francia                                         | 23                |
| Svizzera                                        | 26                |
| Eurochart Hot 100 Singles                       | 43                |
| Svezia                                          | 56                |
| Paesi Bassi                                     | 19                |
| Germania                                        | 39                |

## Tracce
CD Maxi
1. Creep (L.P. Version)  4:29
2. Creep (Super Smooth Mix)  4:42
3. Creep (Jermaine's Jeep Mix)  5:09
4. Creep (Jermaine's Acappella Mix)  5:09
5. Creep (Untouchables Instrumental)  5:18
6. Creep (Darp Mix)  4:50